# رامز ثعلب الصحراء
رامز ثعلب الصحراء برنامج مقالب ساخرة يقدمه الفنان رامز جلال حيث استضاف فيه عدداً كبيراً من نجوم الفن والغناء وقد لاقى البرنامج نجاحاً جماهيرياً كبيراً، رغم أن فكرة البرنامج تعتمد على ترهيب وتخويف ضيوفه من فنانين ومغنين مصريين وعرب.

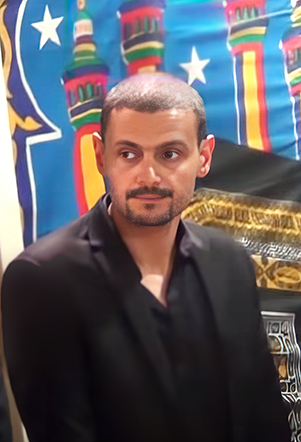
رامز جلال مُعد ومُقدم البرنامج

## فكرة البرنامج
يتم دعوة النجوم لإجراء لقاء تلفزيونى مصور في الغردقة مع الفنان عزت أبو عوف، حيث يتم استقبال الضيف الضحية بحفاوة وترحاب في المطار. ليبدأ الرعب بعد ذلك أثناء الاتجاه إلى مكان التصوير، حيث يقتحم مجموعة من قُطاعى الطرق الملثميين الحافلة السياحية ويهددون الركاب ويقتلون سائق الحافلة لمزيد من المصداقية ويخطفون نجم الحلقة حيث يعصبون عينيه، ويكبلون يديه، في أجواء مرعبة للغاية ليجد النجم نفسه بعد ذلك في الاستديو يقابل رامز جلال وطبعا أحيانا تكون ردة فعل بعض الضيوف مفاجئة للغاية.

## أصداء
أثار برنامج رامز ثعلب الصحراء، موجة غضب وسخط عارمة في أوساط إسلامية في مصر وخارجها تستنكر فيه فكرة البرنامج المعتمدة على ترهيب وإذلال الضيوف بشكل كبير معللين عبر عدة مدونات ومواقع ٱجتماعية للفيسبوك ويوتيوب أنه لا يحق لأحد تخويف أو ترهيب مسلم في الإسلام لقول النبي صلى الله عليه وسلم:(لا يحل لمسلم أن يروع مسلما) رواه أبو داود  فماذا لو كان من أجل مقلب ساخر؟!! إضافة إلى ٱتهامهم للبرنامج بأنه مزيف لأنه يتفق مع الضيوف على تمثيل الحلقة مقابل مبلغ مالي.[بحاجة لمصدر]
كما نددت عدة دول عبر مواقعها على الإنترنت منها تقرير خاص لشبكة الـ (سي إن إن) الإخبارية الأمريكية الذي وصفت فيه برنامج «رامز ثعلب الصحراء».. بأنه مبالغ في خطورته ولا يناسب ما تحتاجه مصر الآن  أما قناة بير تيلى الأسبانية فوجهت على موقعها الإلكتروني انتقاداً حاداً للبرنامج واتهمته بأنه مصدر للانتقادات من المصريين أنفسهم، حيث أنه مخالف لتعاليم الدين الإسلامي، حسب قول القناة. كما كان للإعلام المصري نصيبه من اللذع إذ ٱستنكر عدة صحفيين مصريين البرنامج الذي يقدمه الفنان رامز جلال متهمينه بالسماجة والذوق الرديء والصبياني فيما اعتبره المذيع يسري فودة برنامجا يُفسد الأطفال وتمنعه دول متحضرة

## ضيوف الحلقات
| رقم الحلقة | ضيف الحلقة         | البلد  | المهنة                 |
| ---------- | ------------------ | ------ | ---------------------- |
| 1          | مها أحمد           | مصر    | ممثلة                  |
| 2          | محمد فؤاد          | مصر    | مطرب                   |
| 3          | عبد الباسط حمودة   | مصر    | مطرب                   |
| 4          | نشوى مصطفى         | مصر    | ممثلة                  |
| 5          | أمينة              | مصر    | مغنية                  |
| 6          | إدوارد             | مصر    | ممثل                   |
| 7          | حسن الرداد         | مصر    | ممثل                   |
| 8          | سيرين عبد النور    | لبنان  | مطربة                  |
| 9          | حسن حسني           | مصر    | ممثل                   |
| 10         | سمية الخشاب        | مصر    | ممثلة                  |
| 11         | علاء مرسي          | مصر    | ممثل                   |
| 12         | علا غانم           | مصر    | ممثلة                  |
| 13         | سهير شلبي          | مصر    | مذيعة                  |
| 14         | علاء صادق          | مصر    | طبيب وصحفي ومعلق رياضي |
| 15         | مي سليم وميس حمدان | الأردن | ممثلتين                |
| 16         | روجينا             | مصر    | ممثلة                  |
| 17         | غسان مطر           | فلسطين | ممثل                   |
| 18         | حجاج عبد العظيم    | مصر    | ممثل                   |
| 19         | درة زروق           | تونس   | ممثلة                  |
| 20         | مجدي عبد الغني     | مصر    | لاعب كرة قدم           |
| 21         | أيتن عامر          | مصر    | ممثلة                  |
| 22         | عبد الله مشرف      | مصر    | ممثل                   |
| 23         | مروى               | لبنان  | مطربة                  |
| 24         | حسام حبيب          | مصر    | مطرب وملحن             |
| 25         | راندا البحيري      | مصر    | ممثلة                  |
| 26         | سامي العدل         | مصر    | ممثل                   |
| 27         | دياب               | مصر    | مطرب                   |
| 28         | هاني رمزي          | مصر    | ممثل                   |
| 29         | ميسرة              | مصر    | ممثلة                  |
| 30         | خالد الغندور       | مصر    | لاعب كرة قدم           |

## وصلات خارجية
- رابط حلقات البرنامج علي اليوتيوب
- برنامج رامز ثعلب الصحراء علي موقع السينما
- السياسي/253551-فودة-رامز-ثعلب-الصحراء-يفسد-الأطفال
- الموقع الرسمي لرامز جلال